# Leszek Belzyt
Leszek Cezary Belzyt (* 27. August 1958 in Warschau) ist ein polnischer Historiker und Hochschullehrer. Er lehrt am Historischen Institut der Universität Zielona Góra.

## Leben
Nach dem Besuch des Nikolaus-Kopernikus-Gymnasiums in Toruń absolvierte Leszek Belzyt von 1977 bis 1981 ein Studium der Geschichte mit Spezialisierung auf Archivwissenschaften an der Nikolaus-Kopernikus-Universität Toruń. Anschließend war er als Assistent und Assistenzprofessor am dortigen Institut für Geschichte (Abteilung für polnische und allgemeine Geschichte nach 1945) tätig. 1987 wurde er bei Ryszard Kozłowski promoviert mit einer Dissertation über das Problem der Identifizierung der einheimischen Bevölkerung von Ermland, Masuren und Powiśle in den Jahren 1945 bis 1950.
Von 1991 bis 2000 wirkte Belzyt als wissenschaftlicher Mitarbeiter bei der Historischen Kommission zu Berlin unter Klaus Zernack und am Geisteswissenschaftlichen Zentrum Geschichte und Kultur Ostmitteleuropas in Leipzig unter Winfried Eberhard. Zwischen 1996 und 2006 lehrte er an der Humboldt-Universität zu Berlin, Universität Leipzig, der Technischen Universität Dresden und der Universität Potsdam. 1999 habilitierte er sich an der Jagiellonen-Universität in Krakau mit der einer Schrift über Krakau und Prag um 1600.
2001 kam Belzyt an die Universität Zielona Góra, wo er zunächst als außerordentlicher Professor in der Abteilung für polnische und allgemeine Geschichte des 16. bis 18. Jahrhunderts am Historischen Institut tätig war. 2012 wechselte er an die Fakultät für Wirtschaftswissenschaften und Management und ab 2013 leitete er das Institut für Sozial-, Wirtschafts- und Militärgeschichte an dieser Fakultät. Von 2013 bis 2015 war er Leiter des EU-Projekts Die Niederlausitz und die südliche Lubuskie. Eine Kulturlandschaft im Zentrum Europas, einer Kooperation zwischen dem Institut für Geschichte der Universität Zielona Góra und dem Lehrstuhl Technikgeschichte der BTU Cottbus. Von 2014 bis 2017 gehörte er einer Arbeitsgruppe des Ministeriums für Wissenschaft und Hochschulbildung an, die Stipendienanträge von Nachwuchswissenschaftlern beurteilte. 2015 wurde er vom Ministerium für Bildung und Wissenschaft für seine Verdienste um Bildung und Erziehung mit der Medal Komisji Edukacji Narodowej ausgezeichnet. 2017 wurde ihm der Titel eines Professors für Geisteswissenschaften verliehen.
Belzyt leitet die Abteilung für Sozialgeschichte am Historischen Institut der Universität Zielona Góra. Er erforscht unter anderem die Geschichte der Volksgruppen an der polnisch-deutschen Grenze (Masuren, Ermland, Kaschuben, Sorben) im 19. und 20. Jahrhundert sowie die Sozial- und Wirtschaftsgeschichte der Städte im 16. bis 17. Jahrhundert und im 19. bis 20. Jahrhundert (Krakau, Prag, Warschau, Zielona Góra, Chełmża, Żary, Żagań, Torgau).

## Werke
Dies ist eine Auswahl seiner Werke und nicht vollständig.
- Sprachliche Minderheiten im preußischen Staat 1815–1914, 1998.
- Krakau und Prag zwischen 14. und 17. Jahrhundert : vergleichende Studien zur Sozial-, Kultur- und Wirtschaftsgeschichte ostmitteleuropäischer Metropolen, 2003.
- Torgau: miasto i twierdza; 1809–1914, 2007.